# Il seme inquieto
Il seme inquieto (The Wanting Seed) è un romanzo distopico e grottesco dell'autore inglese Anthony Burgess, scritto nel 1962.
Sebbene il romanzo affronti molte questioni sociali, il soggetto principale è la sovrappopolazione e il suo rapporto con la cultura. La religione, il governo e la storia sono altri tra i temi affrontati.
Una volta Burgess disse: "Ho passato gli ultimi 25 anni a pensare che The Wanting Seed potesse, nella mia tranquilla vecchiaia, essere esteso fino a raggiungere una lunghezza degna dell'argomento".

## Trama
Per combattere una terribile sovrappopolazione, i governi incoraggiano l'omosessualità: i gay quindi imperverseranno, sebbene siano "esseri estremamente odiosi ed effeminati". Ma quando la natura si adegua alla politica di "infertilità", l'umanità per sopravvivere si deve dare a riti di fertilità. Le eccedenze di popolazione verranno allora liquidate in un'artificiale guerra fra i sessi e usate come carne in scatola.

## Personaggi
- Tristram Foxe - un insegnante di storia affaticato ma coscienzioso
- Beatrice-Joanna Foxe - la moglie infedele di Tristram
- Derek Foxe - fratello ambizioso e opportunista di Tristram, diventa capo del Ministero dell'Infertilità
- Sig. Livedog - il termine usato per Dio, che è sia portatore di bene (filosofia) che  di male, quindi buono e cattivo insieme. Crea masse di vita inutile ed è compito di Mr. Homo, il suo maestro, eliminarlo. La frase "dio sa" è sostituita dalla frase "dogsnose". Nota che la prima parte del nome, "Live", scritta a rovescio diventa è "(D)evil" e la seconda parte, "dog"-cane, scritta al contrario diventa "God".
- Roger Foxe - il defunto figlio di Tristram e Beatrice-Joanna.
- Mavis - sorella di Beatrice-Joanna.
- Shonny - Il marito di Mavis nonché cognato di Beatrice-Joanna: un radicale rurale totalmente insensibile.
- Il Beato Ambrose Bayley - un sacerdote non ancora sciolto dai voti e affetto da alcolismo che Tristam incontra per la prima volta in un bar, poi condivide una cella di prigione con lui.
- Il giusto on. Robert Starling - il primo ministro distrutto ma maltrattato dell'Unione Parlante Inglese durante la Fase iniziale e le successive epoche di Gusphase. Si ritira in un esilio confortevole in attesa che la ruota politica e sociale torni a suo favore per rientrare in campo.
- Capitano Loosley - un incolpevole agente di polizia della popolazione che tenta di far deragliare la carriera di servizio civile di Derek Foxe.
- Il giusto on. George Ockham - il nuovo Primo Ministro dopo l'ingresso in Gusphase.

## Edizioni in italiano
- Il seme inquieto, traduzione di Valentino De Carlo, De Carlo, Milano c1974
- Il seme inquieto: romanzo, traduzione di Roldano Romanelli; prefazione di Anthony Burgess; con un saggio di Paul Fussell, Fanucci, Roma 2002